# Abraham Creighton (2e comte Erne)
Abraham Creighton, second comte Erne (10 mai 1765 - 10 juin 1842) est un pair et un homme politique irlandais. 

## Biographie
Il est le fils aîné de John Creighton (1er comte Erne), de sa première femme, Catherine Howard. Entre 1790 et 1798, il représente Lifford à la Chambre des communes irlandaise. À Dublin, il est membre du Kildare Street Club . 
En novembre 1798, Abraham est déclaré fou. Il est ensuite incarcéré à Brooke House, à Londres, pendant quarante ans. À la mort de son père en 1828, Abraham devient le deuxième comte, bien qu'il soit toujours incarcéré et officiellement fou. 
Il meurt en 1842, quelques mois après le décès de la deuxième épouse de son père, Mary Hervey, fille de Frederick Hervey, comte de Bristol et évêque de Derry. Il est célibataire et sans descendance. Le titre et les domaines, dont le château de Crom, sont transmis à son neveu John Crichton (3e comte Erne). Le troisième comte change par la suite l'orthographe du nom de famille en Crichton, orthographe conservée à ce jour par le comte d'Erne. 